# Gul Mohamad Zhowandai

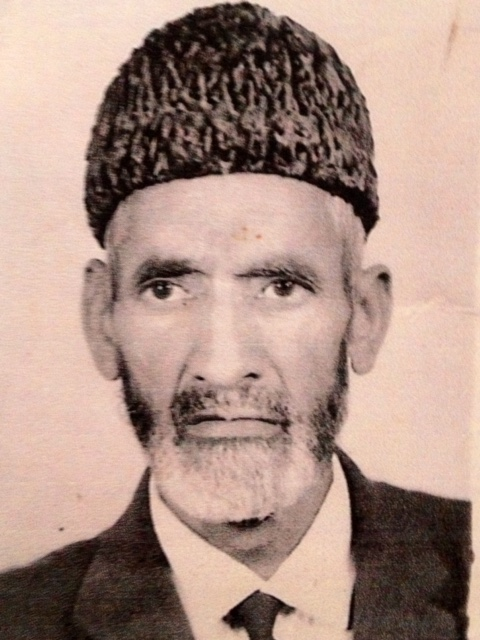
Gul Mohamad Zhowandai, 1970

Gul Mohamad Zhowandai (n. 1905 - d. 1988) a fost un scriitor afgan.
Opera sa include:
- Ferroz — nuvele (Kabul, Afganistan)
- Ahrezo ah ye per ahshoob — nuvele (Kabul, Afghanistan: Islla Publications)
- Kachkol — roman (Kabul, Afganistan)
- Colecție de poeme (Kabul, Afganistan: Islla, Anis)